# Vashon
Vashon és una concentració de població designada pel cens del Comtat de King a l'Washington. Segons el cens del 2000 tenia 10.123 habitants.

## Demografia
Segons el cens del 2000, Vashon tenia 10.123 habitants, 4.193 habitatges, i 2.838 famílies. La densitat de població era de 105,7 habitants per km².
Dels 4.193 habitatges en un 30,9% hi vivien nens de menys de 18 anys, en un 56,2% hi vivien parelles casades, en un 7,9% dones solteres, i en un 32,3% no eren unitats familiars. En el 23,8% dels habitatges hi vivien persones soles el 8% de les quals corresponia a persones de 65 anys o més que vivien soles. El nombre mitjà de persones vivint en cada habitatge era de 2,4 i el nombre mitjà de persones que vivien en cada família era de 2,86.
Per edats la població es repartia de la següent manera: un 23,2% tenia menys de 18 anys, un 4,6% entre 18 i 24, un 25,1% entre 25 i 44, un 34% de 45 a 60 i un 13,1% 65 anys o més.
L'edat mediana era de 44 anys. Per cada 100 dones de 18 o més anys hi havia 91 homes.
La renda mediana per habitatge era de 58.261 $ i la renda mediana per família de 67.010 $. Els homes tenien una renda mediana de 50.201 $ mentre que les dones 36.426 $. La renda per capita de la població era de 31.983 $. Aproximadament el 4,6% de les famílies i el 6% de la població estaven per davall del llindar de pobresa.

## Poblacions properes
El següent diagrama mostra les poblacions més properes.